# Jardín mariano

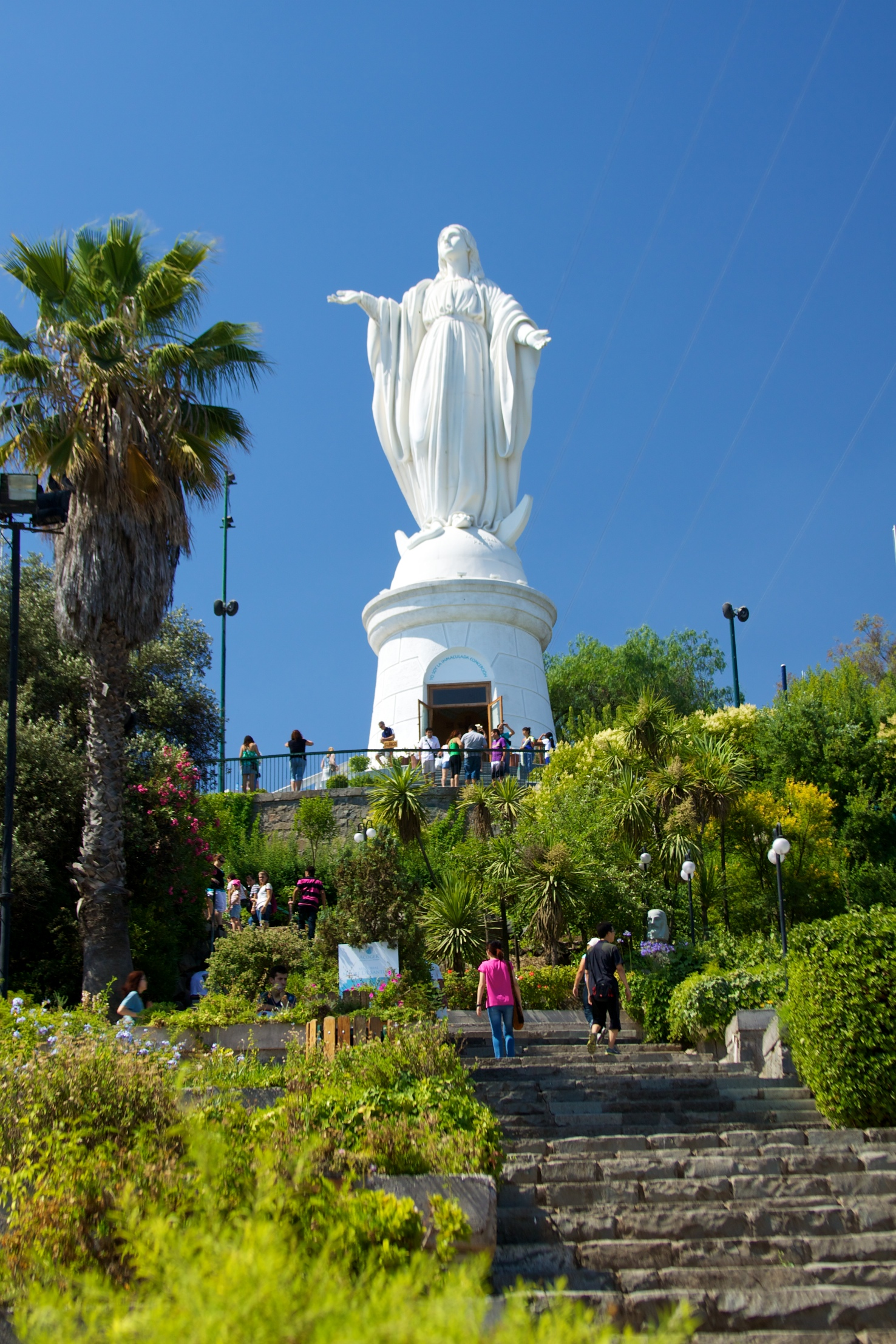
Santuario de la Inmaculada Concepción del Cerro San Cristóbal, en Santiago de Chile, Chile

Un jardín mariano es un jardín sagrado levantado en torno a una estatua o templo de la Virgen María. Los jardines marianos son mayormente comunes en las denominaciones cristianas  que tienen devoción particular hacia la Virgen, como la iglesia católica o la anglicana.

## Historia
La práctica se originó en los monasterios y conventos de la Europa medieval, siendo costumbre que durante la Edad Media la gente viese reminiscencias de la Virgen María en las flores y plantas que crecían en torno a ellos. La primera referencia a un jardín dedicado a la Virgen se encuentra en la vida de Fiacro, patrón irlandés de los jardineros, quien plantó y cuidó de un jardín erigido alrededor del oratorio de Nuestra Señora que él mismo había construido en su famoso hospicio para pobres y enfermos en Francia en el siglo VII. El primer registro de una flor nombrada bajo una denominación ligada a la Virgen es la caléndula (pot marigold en inglés; «calendula santamaria» según Pius Font i Quer), de acuerdo con la receta de un remedio contra las plagas de 1373.

## Resurgimiento
El primer jardín mariano abierto al público en los Estados Unidos fue fundado en 1932 en la St. Joseph's Church, en Woods Hole, Cabo Cod (Massachusetts). Este jardín fue erigido por Frances Crane Lillie, residente en época estival en Woods Hole, siendo su colección de flores y plantas simbólicas procedentes de Inglaterra lo que motivó a Lillie a concebir y donar un jardín dedicado a la Virgen a la St. Joseph's Church.
Inspirados por el jardín de Woods Hole, Edward A. G. McTague y John S. Stokes Jr. fundaron Mary's Gardens (Jardines de María) en Filadelfia en 1951 a modo de proyecto con el fin de buscar flores identificadas con la Virgen y poner a disposición información sobre semillas y plantas para iniciar jardines marianos, elaborando a su vez una serie de artículos en publicaciones religiosas para incitar al público al levantamiento de este tipo de jardines.

## Descripción
Los jardines marianos pueden consistir en una maceta de interior, en grandes espacios exteriores o en cualquier elemento de carácter similar, pudiendo los mismos hallarse en parroquias, escuelas, casas, santuarios, conventos o cualquier otra institución. Una estatua de la Virgen María (frecuentemente la Virgen Milagrosa o la Virgen de Lourdes), algunas veces sosteniendo al Niño Jesús, constituye el elemento central del jardín, adornada a su vez con flores, arbustos o árboles asociados con María y/o con Jesús. Entre estas plantas se incluyen el laurel, la fresa, la orquídea, el lirio de los valles, la violeta, el iris y la rosa, todas ellas identificadas como símbolos de la Virgen según la Biblia y otros relatos cristianos. Es común también que los jardines marianos dispongan de bancos o instalaciones para el encendido de cirios. 
El diseño, construcción y mantenimiento de los jardines marianos constituyen una muestra de la devoción espiritual patente entre los fieles y los visitantes que acuden a contemplarlos, siendo estos jardines similares a los jardines zen de la tradición budista, con la excepción de que los jardines marianos rinden tributo a una persona, la Virgen María, mientras que los jardines zen no se centran en ninguna persona o deidad.

## Flores asociadas con María
Existen multitud de flores y plantas asociadas a leyendas sobre la vida de María:
- Lirio: María está asociada con esta flor a raíz del pasaje 2:1 del Cantar de los Cantares:

Yo soy la rosa de Sarón, y el lirio de los valles

Una leyenda del siglo II sostiene que cuando la tumba de María fue abierta para convencer a Tomás de que su cuerpo había ascendido al Cielo, la misma estaba repleta de rosas y lirios.
- Rosa: esta flor constituye desde la Edad Media el símbolo de la feminidad, estrechamente ligado a la figura de la Virgen, destacando particularmente el «Milagro de las rosas» así como el vínculo de esta flor con la Virgen de Guadalupe. En el siglo V la rosa ya era considerada un signo metafórico de María, siendo Edulio Caelio el primero en llamarla «rosa entre espinas». En el siglo IX, el monje Teofanes Graptos empleó igualmente la rosa para referirse a la pureza de la Virgen y a la fragancia de su gracia.[13]

- Colombina: se afirma que esta flor brotó en aquellos lugares donde la Virgen había puesto sus pies cuando acudió a visitar a su prima Isabel.[2]

- Lavanda: según la tradición, la lavanda recibió su característico aroma cuando María depositó la ropa de Jesús sobre esta planta para que secase.[14]

- Azucena: se afirma que el ángel Gabriel sostenía una azucena, símbolo de la pureza, cuando se apareció a María para anunciarle que traería al mundo al hijo de Dios. Estas flores son comúnmente empleadas en el arte para representar la anunciación.[9]

- Caléndula: esta flor fue llamada «oro de María» por los primeros cristianos que depositaron flores en torno a estatuas de la Virgen, ofreciendo pétalos en vez de monedas. Una leyenda asegura que durante la huida a Egipto, la Sagrada Familia se vio acosada por una banda de ladrones, la cual tomó una bolsa con las pertenencias de María. Cuando los bandidos procedieron a abrirla, de su interior cayeron caléndulas.[12]

- Violeta: flor asociada a la humildad, también conocida como «la modestia de Nuestra Señora». Se afirma que esta planta floreció cuando María replicó al ángel Gabriel: «He aquí la esclava del Señor».[12]

- Iris: el follaje de esta planta, con su característica forma de cuchilla, denota, según la tradición, los dolores y penas que hirieron el corazón de la Virgen.

- Palma: la tradición afirma que un ángel se apareció a María y le hizo entrega de una palma procedente del Paraíso a modo de preludio de su asunción al Cielo.[15]

## Galería de imágenes

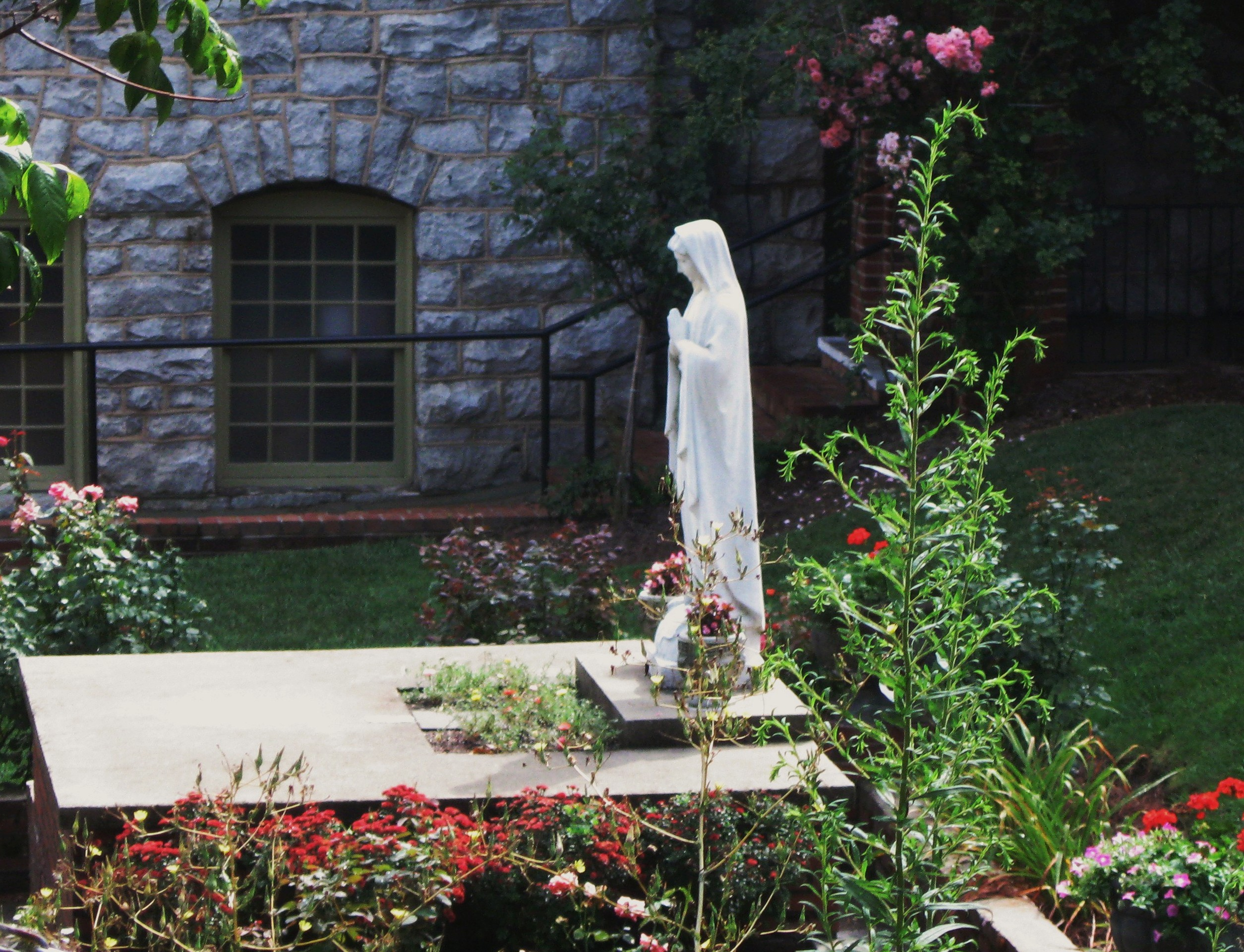
Jardín mariano en la Basílica de San Lorenzo, en Asheville, Carolina del Norte (Estados Unidos)
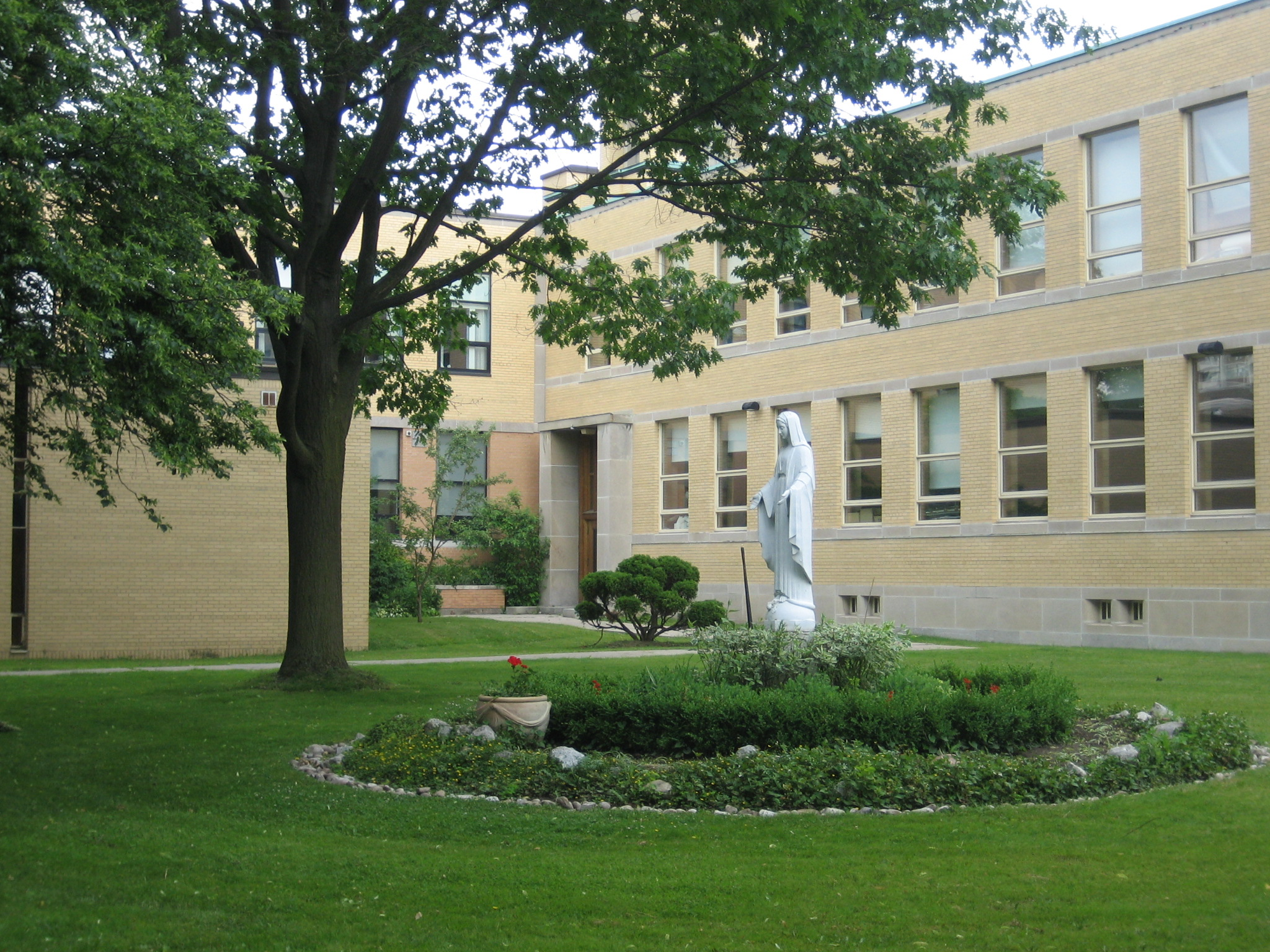
Jardín mariano en la St. Michael's College School, en Toronto, Ontario (Canadá)
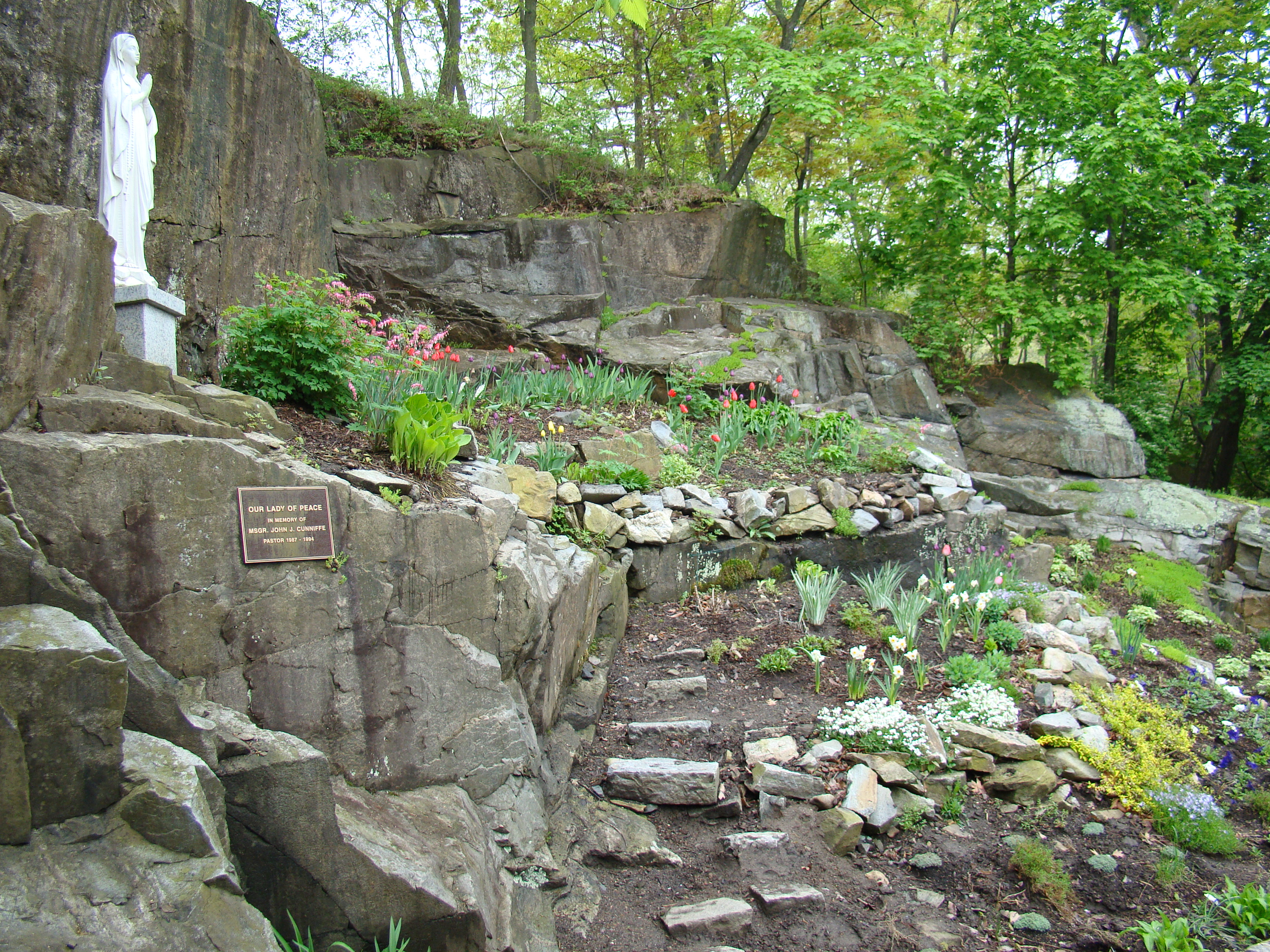
Jardín mariano en la Capilla de la Santísima Trinidad, en West Point, Nueva York (Estados Unidos)